# Gian Aydinoglu
Gian Bahattin Aydinoglu (* 31. Mai 2003) ist ein deutscher Basketballspieler.

## Werdegang
Aydinoglu spielte in der Jugendabteilung des DBV Charlottenburg und ab 2017 von Alba Berlin. 2022 wurde er mit Berlin deutscher U19-Meister. In derselben Spielzeit (2021/22) gehörte er auch dem Aufgebot von SSV Lokomotive Bernau (2. Bundesliga ProB) sowie der zweiten Herrenmannschaft von Alba Berlin (2. Regionalliga) an.
In der Sommerpause 2022 wurde Aydinoglu vom Bundesligisten Basketball Löwen Braunschweig unter Vertrag genommen. Im November 2022 gab er seinen Einstand in der Basketball-Bundesliga. Für die Niedersachsen bestritt er insgesamt 33 Bundesliga-Spiele. Im Januar 2025 wechselte er zum Zweitligisten Kirchheim Knights.

### Nationalmannschaft
Aydinoglu nahm an der U20-Europameisterschaft 2022 teil.